# 田澤廉
田澤 廉（たざわ れん、2000年〈平成12年〉11月11日 - ）は、日本の陸上競技選手。青森県八戸市出身。トヨタ自動車陸上長距離部所属。専門種目は長距離走。

## 経歴
八戸市立是川中学校、青森山田高等学校、駒澤大学経済学部卒業。

### 中学時代
3年次に3000mで全国中学校体育大会に出場し、決勝に進出するも、最下位の18位であった。

### 高校時代
3年連続で全国高等学校駅伝の1区に出走した。1年次は30分58秒で区間27位、2年次は29分42秒で区間4位、3年次は30分13秒で区間15位であった。
2年次に、12月3日の日体大長距離記録会の5000mで自身初の13分台となる、13分53秒61を記録した。
3年次に、5000mで第18回アジアジュニア陸上競技選手権大会に出場し、銀メダルを獲得した。

### 大学時代

#### 大学1年次
2019年9月の日体大記録会で当時の5000mU20日本歴代10位の13分41秒82を記録した。
第31回出雲駅伝では3区を担当。区間2位の走りで1位に押し上げた。駒澤大は5区までトップを走り続けたが、6区の残り700mで國學院大に逆転され、8秒差の2位で惜しくも優勝を逃した。
第51回全日本大学駅伝では7区を担当。8位で襷を受けると4人を抜き4位に浮上し、区間賞を獲得した（駒澤大は3位）。
11月23日の八王子ロングで、当時の10000mU20日本歴代5位の28分13秒21を記録した。
第96回箱根駅伝では3区を担当。13位で襷を受けると従来の区間記録を1秒更新する走り（日本人2位、区間3位）で7人を抜き、6位に浮上させた（駒澤大は総合8位）。
全国都道府県対抗男子駅伝では3区を走り、区間4位。

#### 大学2年次
出雲駅伝の中止により、三大駅伝初戦となった第52回全日本大学駅伝では8区を走り、東海大・名取燎太と共に41秒前にいた1位の青学大・𠮷田圭太を追い抜く。そして残り1.2kmで名取も引き離し23秒差をつけ、6年ぶり13回目の優勝に貢献。田澤自身も区間賞と大会MVPを獲得した。また、日本選手権で日本人学生歴代4位の27分46秒09を記録し、8位入賞を果たした。
第97回箱根駅伝では2区を担当し、15位で襷を受ける。田澤は区間7位ながらも7人を抜き8位まで押し上げた。なお、駒澤大は13年ぶりの優勝を果たした。また、箱根駅伝終了後には2年生ながら次期主将となった。

#### 大学3年次
5月に開催された日本選手権で日本人学生歴代2位の27分39秒21を記録し、2位に入った。また、6月に開催されたデンカチャレンジでは、27分52秒52で2位に30秒以上の大差をつけ、1位でゴールした。
第33回出雲駅伝では6区を走り、日本人トップとなる区間2位、3人抜きの好走で8位から5位まで押し上げた。
第53回全日本大学駅伝では7区を担当。同時にスタートした青学大・近藤幸太郎としばらく並走状態が続いたが、6km過ぎに引き離す。そして13.4kmで東京国際大をとらえトップに浮上させた。田澤は神林勇太の日本人最速記録を41秒上回り3年連続となる区間賞を獲得し、2位の青学大に18秒の差をつけた。駒澤大は8区の花尾恭輔が青学大・飯田貴之とのアンカー勝負を制し2連覇を達成。田澤も2年連続で大会MVPを獲得した。
12月の日体大記録会では、10000m日本歴代2位、日本人学生新記録となる27分23秒44を記録した。
第98回箱根駅伝では2年連続で花の2区を担当。1区の唐澤拓海から先頭と39秒差の2位で襷を受け取ると、7km過ぎに先頭を走っていた中央大を追い抜き首位へ浮上。後方から区間記録保持者の東京国際・イェゴン・ヴィンセントらが追いかけるも逆に突き放し、1時間06分13秒の好タイムで区間賞を獲得した。駒澤大の2区区間賞は大八木弘明以来36年ぶり。2位・青学大に1分02秒差をつけた。しかし、3区以降は振るわず総合3位（往路3位、復路9位）に終わる。

#### 大学4年次
2022年5月に開催された日本選手権では、既に世界選手権の参加標準記録を切っていたこともあり3位以内に入れば無条件で内定という状況で挑んだが、10位（28分06秒34）に終わり即内定とはならず。ただ、その後田澤以外の標準記録突破者は現れず、内定が決まった。
そして迎えた7月17日の世界選手権だったが、5000m過ぎに差し込みが来た影響もあり20位に沈んだ（28分24秒25）。
10月10日の第34回出雲駅伝では3区を担当。1週間前に胃腸炎を患い万全な状態ではなかったが、区間2位の力走で先頭を維持した。駒澤大は青学大が2015年に記録した大会記録を33秒上回る2時間08分32秒の大会新記録を樹立し、9年ぶり4回目の優勝を果たした。
11月6日の第54回全日本大学駅伝では7区を担当。6区・安原太陽から1位で襷を受ける。この時点で2位とは1分58秒もの大差がついており独走状態であったが、序盤からハイペースで突っ込む。最終的には49分38秒と区間記録を43秒更新し、4年連続となる区間賞を達成。その後、8区の花尾も57分30秒の快走で区間賞を獲得。従来の大会記録を4分以上更新し（5時間06分47秒）、3連覇を果たした。田澤自身も3年連続でMVPを獲得した。
第99回箱根駅伝では3年連続で2区を担当。
序盤で中央大・吉居大和に追い抜かれ3位に下がったものの中盤以降はペースを上げ、吉居を再逆転しトップに立つ。しかし青学大・近藤が吉居に追いつき並走する展開になると、差が再び詰まり始める。残り100mで吉居にかわされたが、近藤は1秒差で振り切り2位を死守。12月上旬に新型コロナウイルスに感染し万全な状態ではなかったものの、1時間06分34秒の区間3位と粘りの走りを見せた。箱根駅伝の2区で複数回1時間06分台を記録したのは、渡辺康幸（早稲田大学）、メクボ・ジョブ・モグス（山梨学院大学）、ライモイ・ヴィンセント（国士館大学）に次ぐ史上4人目の快挙となった。
駒澤大は4区で先頭に立つとそのまま逃げ切り、19年ぶり4回目の往路優勝を果たす。翌日の復路でも5人が堅実な走りを見せ2年ぶり8回目の総合優勝（完全優勝）、及び大学駅伝三冠を達成した。
3月4日（現地時間）、アメリカ・ロサンゼルスで行われた「The TEN」に出場。ブダペスト世界選手権の参加標準記録（27分10秒00）には20秒近く及ばなかったが、27分28秒04のセカンドベストを記録した。
大学卒業後はトヨタ自動車で競技を続けるが、4月以降も駒澤大学を拠点に総監督に就任した大八木の指導を継続して受けることとなる。

### 実業団時代
7月にブダペストで開催された世界選手権の日本代表として10000mに出場。28分25秒85で15位に入り、前回大会から5つ順位を上げた。12月の第107回日本陸上競技選手権大会の10000mで27分22秒31を記録し、自己ベストを2年ぶりに更新したが4位だった。
2024年元日のニューイヤー駅伝では3区を走り、区間6位ながらも先頭を守り8年ぶりの優勝に貢献した。

## 人物
2学年下に田澤駿という弟がいる（青森山田高等学校卒業）。好きな食べ物はわさび。血液型はO型である。2023年1月4日放送のZIP!によると、身長は実測では179.7cmだが、四捨五入して公称を180cmとしている。
遠縁の親戚に女子レスリングの吉田沙保里がいる。
大学駅伝では区間賞を逃したこともあるが、第99回箱根駅伝で吉居大和に抜かれるまでは1度も後方のランナーに抜かれたことがなかった。なお、順位自体を落としたことは1度もなかった。サッポロビールが2024年1月2日に公開した第100回箱根駅伝オリジナルCMでは第98回大会の1シーンが使用され、本人も駒澤大学在籍時と同じ藤色の襷に近い色のネクタイを着用して出演した。

## 戦績・記録
| 年   | 大会                             | 種目（区間） | 順位     | 記録       | 備考                                       |
| ---- | -------------------------------- | ------------ | -------- | ---------- | ------------------------------------------ |
| 2015 | 第20回全国都道府県対抗男子駅伝   | 6区          | 区間12位 | 8分56秒    |                                            |
| 2016 | 第21回全国都道府県対抗男子駅伝   | 2区          | 区間21位 | 9分02秒    |                                            |
| 2016 | 全国高等学校駅伝競走大会         | 1区          | 区間27位 | 30分58秒   |                                            |
| 2017 | 第22回全国都道府県対抗男子駅伝   | 1区          | 区間17位 | 20分36秒   |                                            |
| 2017 | 全国高等学校駅伝競走大会         | 1区          | 区間4位  | 29分42秒   |                                            |
| 2018 | 第23回全国都道府県対抗男子駅伝   | 1区          | 区間4位  | 20分03秒   |                                            |
| 2018 | アジアジュニア陸上競技選手権大会 | 5000m        | 2位      | 14分17秒26 |                                            |
| 2018 | 全国高等学校駅伝競走大会         | 1区          | 区間15位 | 30分13秒   |                                            |
| 2019 | 第24回全国都道府県対抗男子駅伝   | 5区          | 区間6位  | 25分02秒   |                                            |
| 2019 | 八王子ロングディスタンス2019     | 10000m       | 組2位    | 28分13秒21 | 日本人学生1位                              |
| 2020 | 第25回全国都道府県対抗男子駅伝   | 3区          | 区間4位  | 24分00秒   |                                            |
| 2020 | 第104回日本陸上競技選手権大会    | 10000m       | 8位      | 27分46秒09 | 日本人学生歴代4位（当時）                  |
| 2021 | 第105回日本陸上競技選手権大会    | 10000m       | 2位      | 27分39秒21 | 日本人学生歴代2位（当時）                  |
| 2021 | 第239回日本体育大学長距離競技会  | 10000m       | 3位      | 27分23秒44 | 日本人学生記録（当時） 日本歴代2位（当時） |
| 2022 | 第106回日本陸上競技選手権大会    | 10000m       | 10位     | 28分06秒34 |                                            |
| 2022 | 2022年世界陸上競技選手権大会     | 10000m       | 20位     | 28分24秒25 |                                            |
| 2023 | 2023年世界陸上競技選手権大会     | 10000m       | 15位     | 28分25秒85 |                                            |
| 2023 | 第107回日本陸上競技選手権大会    | 10000m       | 4位      | 27分22秒31 | 日本歴代4位（当時）                        |
| 2024 | 全日本実業団対抗駅伝競走大会     | 3区          | 区間6位  | 43分13秒   | チームは優勝                               |

### 大学三大駅伝戦績
| 学年               | 出雲駅伝                                   | 全日本大学駅伝                        | 箱根駅伝                                        |
| ------------------ | ------------------------------------------ | ------------------------------------- | ----------------------------------------------- |
| 1年生 （2019年度） | 第31回 3区-区間2位 23分54秒 （区間新記録） | 第51回 7区-区間賞 52分09秒            | 第96回 3区-区間3位 1時間01分25秒 （区間新記録） |
| 2年生 （2020年度） | 第32回 （開催中止）                        | 第52回 8区-区間賞 57分34秒            | 第97回 2区-区間7位 1時間07分27秒                |
| 3年生 （2021年度） | 第33回 6区-区間2位 29分42秒                | 第53回 7区-区間賞 50分36秒            | 第98回 2区-区間賞 1時間06分13秒                 |
| 4年生 （2022年度） | 第34回 3区-区間2位 23分50秒                | 第54回 7区-区間賞 49分38秒 区間新記録 | 第99回 2区-区間3位 1時間06分34秒                |

### 実業団駅伝戦績
| 年度                   | 大会                   | 区間     | 区間順位 | 記録     | 総合順位 |
| ---------------------- | ---------------------- | -------- | -------- | -------- | -------- |
| 2023年度 （入社1年目） | 第63回中部実業団駅伝   | 出場なし | 出場なし | 出場なし | 優勝     |
| 2023年度 （入社1年目） | 第68回全日本実業団駅伝 | 3区      | 区間6位  | 43分13秒 | 優勝     |
| 2024年度 （入社2年目） | 第64回中部実業団駅伝   | 出場なし | 出場なし | 出場なし | 2位      |
| 2024年度 （入社2年目） | 第69回全日本実業団駅伝 | 出場なし | 出場なし | 出場なし | 3位      |

## 記録
年次ベスト（太字は自己記録）
| 年度 | 5000m      | 10000m     | マラソン |
| ---- | ---------- | ---------- | -------- |
| 2016 | 14分04秒92 | -          | -        |
| 2017 | 13分53秒61 | 29分06秒55 | -        |
| 2018 | 14分00秒27 | 29分41秒18 | -        |
| 2019 | 13分41秒82 | 28分13秒21 | -        |
| 2020 | 13分37秒28 | 27分46秒09 | -        |
| 2021 | 13分29秒91 | 27分23秒44 | -        |
| 2022 | 13分22秒60 | 27分28秒04 | -        |
| 2023 | -          | 27分22秒31 | -        |